# Rainha-mãe
Uma rainha-mãe é uma ex-rainha consorte, muitas vezes a rainha-viúva, que é a mãe do monarca reinante. O termo tem sido usado em inglês desde o início da década de 1560. Surge em monarquias hereditárias na Europa e também é usado para descrever uma série de conceitos monárquicos semelhantes, mas distintos, em culturas não europeias em todo o mundo. Em um império, usa-se o título de imperatriz-mãe, assim como num principado, que denomina-se princesa-mãe.
A Rainha-mãe geralmente, em inglês, refere-se à rainha Isabel, a rainha-mãe (rainha consorte, 1936–1952; rainha-mãe, 1952–2002), que foi a mãe da Rainha Isabel II e uma das poucas pessoas a usar o termo como um estilo oficial. No entanto, também é usado como título oficial na Tailândia, onde Sirikit, a mãe do atual rei, é oficialmente denominada rainha-mãe.

## História
Uma rainha-mãe é muitas vezes uma rainha-viúva, uma viúva de um rei, que é simultaneamente uma ex-rainha consorte e a mãe do atual monarca. Como há apenas um monarca, só pode haver uma rainha-mãe.
Não está claro se uma rainha consorte cujo marido abdica do trono, ou uma rainha reinante que abdica e é a mãe do atual monarca seria a rainha-mãe. Em muitos países, como o Reino Unido, um monarca perde o título de rei ou rainha após a abdicação. Por exemplo, Juliana dos Países Baixos, que abdicou e foi sucedida por sua filha Beatriz, às vezes era coloquialmente chamada de rainha-mãe, apesar de ter recusado o título e ter voltado a ser uma princesa. Rainha Paula da Bélgica, cujo marido Alberto II abdicou, mas manteve o título de rei, geralmente é referida como a rainha-mãe de Filipe, apesar de não ser uma rainha-viúva.
Uma ex-rainha consorte que é avó do monarca reinante às vezes é chamada de rainha-avó. Savang Vadhana da Tailândia era conhecida por este estilo.

### Reino Unido
O título rainha-mãe evoluiu para distinguir uma rainha-viúva de todas as outras rainhas quando ela também é a mãe do soberano reinante. Assim, após a morte de seu marido, o rei Jorge V, a rainha Maria tornou-se rainha-mãe, mantendo o status durante os reinados de seus filhos, Eduardo VIII e Jorge VI.
O título também distingue ex-rainhas consorte daquelas que são simplesmente a mãe do atual monarca. Por exemplo, a princesa Vitória de Saxe-Coburgo-Saalfeld era "a mãe da rainha" quando sua filha Vitória tornou-se rainha reinante, mas ela não era "rainha-mãe" porque seu marido nunca foi rei. O título no uso britânico é puramente um título de cortesia. Embora a esposa de um rei seja chamada de "rainha", não há reconhecimento constitucional ou estatutário de "rainha-mãe" como título.
Não há equivalente masculino a uma rainha-mãe (ou seja, "rei-pai"). Isso ocorreria apenas se o marido de uma rainha reinante sobrevivesse à rainha e, posteriormente, fosse pai do novo rei ou rainha. Tal situação nunca ocorreu. Uma vez que o título "rainha-mãe" deriva do título anterior da mulher de "rainha", também seria incongruente chamar o pai de um monarca de "rei-pai", já que os maridos das rainhas reinantes não recebem o título de "rei", mas sim intitulado como um príncipe. O título exato que tal pessoa assumiria não foi esclarecido por especialistas em linhagem real. "Príncipe-pai" é uma possibilidade.

### Império Otomano
No Império Otomano, valide sultana ou mãe sultana era o título da mãe de um sultão governante. O título foi usado pela primeira vez no século XVI para Hafessa Sultana, consorte de Selim I e mãe de Solimão, o Magnífico, substituindo o título anterior de mehd-i ülya (berço dos grandes). A pronúncia turca da palavra Valide é.
A posição foi talvez a posição mais importante no Império Otomano depois do próprio sultão. Como a mãe do sultão, pela tradição islâmica (O direito de uma mãe é o direito de Deus), a sultana valide teria uma influência significativa nos assuntos do império. Ela tinha grande poder no tribunal e em seus próprios quartos (sempre adjacentes aos de seu filho) e funcionários do estado. Em particular durante o século XVII, em um período conhecido como o "Sultanato das Mulheres ", uma série de sultões incompetentes ou crianças elevou o papel da sultana valide a novos patamares.

### Antigo Israel
Os israelitas tinham no Reino de Judá um título chamado "Gebirah" que pode ser traduzido como rainha-mãe. A mãe do monarca judeu recebeu alta posição e status entre os israelitas.

### Índia
Na Índia, uma rainha (geralmente denominada rani, ou na tradição muçulmana, begum) que se torna rainha-mãe é conhecida em sânscrito e hindi como rajamata - literalmente, mãe do rei/monarca.

### África
Em Essuatíni, a rainha-mãe, ou Ndlovukati, reina ao lado de seu filho. Ela serve como figura de proa cerimonial, enquanto seu filho serve como chefe de estado administrativo. Ele tem poder absoluto. Ela é importante em festivais como a cerimônia anual de dança dos juncos.
Em muitas sociedades matrilineares da África Ocidental, como os Ashanti, a rainha-mãe é aquela por quem a descendência real é reconhecida e, portanto, exerce um poder considerável. Um dos maiores líderes de Ashanti foi Nana Yaa Asantewaa (1840–1921), que liderou seus súditos contra o Império Britânico durante a Guerra do Banco de Ouro em 1900.
Em sociedades mais simbolicamente dirigidas, como os reinos dos povos iorubás, a rainha-mãe pode nem mesmo ser parente de sangue do monarca reinante. Ela pode ser uma mulher de qualquer idade que é investida com a essência ritual das rainhas falecidas em um sentido cerimonial e que é praticamente considerada a mãe do monarca como resultado. Um bom exemplo disso é Oloye Erelu Kuti I de Lagos, que tem sido vista como a iya oba ou rainha-mãe de todos os reis sucessores daquele reino, devido às atividades dos três sucessores de seu nobre título que reinaram desde sua morte.

## Exemplos notáveis
Estas mães de monarcas, e outras, embora nem sempre assim tituladas oficialmente, também foram consideradas iguais às rainhas-mães:
- Adélia de Champanhe (1180-1206) França
- Adelaide da Aquitânia (996–1004) França
- Adelaide de Saboia (1137–1154) França
- Adelaide de Paris (898–901) Francia Ocidental
- Inês da Aquitânia (1137–1159) Aragão
- Inês de Brandemburgo (1286–1304) Dinamarca
- Alexandra da Dinamarca (1910–1925) Reino Unido
- Aliya bint Ali (1939–1950) Iraque
- Amarindra (1810–1826) Sião
- Amélia de Orléans (1908–1910) Portugal
- Alexandrina de Meclemburgo-Schwerin (1947–1952) Dinamarca
- Anastácia de Kiev (1063–1074) Hungria
- Ana Pavlovna da Rússia (1849–1865) Holanda
- Ana da Áustria (1643–1666) França
- Ana de Kiev (1060–1075) França
- Atália (c. 842 – 841 aC) Judá
- Augusta de Saxe-Weimar-Eisenach (1888) Prússia
- Bate-Seba (século XI aC) Israel e Judá
- Beatriz de Castela (1279–1303) Portugal
- Beatriz de Castela (1357–1359) Portugal
- Berengária de Castela (1217–1246) Castela
- Branca de Castela (1226–1252) França
- Branca de Namur (1343–1362) Noruega
- Bona Sforza (1548–1557) Polônia e Lituânia
- Carlota Joaquina de Espanha (1825-1830) Portugal
- Catarina de Médici (1559–1589) França
- Catarina de Lencastre (1406–1418) Castela
- Catarina de Valois (1401–1437) Inglaterra
- Carlota de Saboia (1483) França
- Carlota Amélia de Hesse-Cassel (1699–1714) Dinamarca e Noruega
- Cristina de Hvide (1195–1200) Suécia
- Cristina da Dinamarca (1167–1170) Suécia
- Cristina de Holsácia-Gottorp (1611–1625) Suécia
- Cristina da Saxônia (1513–1521) Dinamarca e Noruega
- Clemência da Hungria (1316) França
- Constança de Aragão (1204–1205) Hungria
- Constança de Arles (1031–1032) França
- Constança da Hungria (1230–1240) Boêmia
- Constança de Portugal (1312–1313) Castela e Leão
- Constança da Sicília (1285–1302) Aragão e Sicília
- Desidéria Clary (1844–1859) Suécia e Noruega
- Doroteia de Brandemburgo (1481–1495) Dinamarca e Noruega
- Doroteia de Saxe-Lauemburgo (1559-1571) Dinamarca e Noruega
- Edgiva de Kent (939–955) Wessex
- Edgiva de Wessex (936–951) Francia Ocidental
- Elesvita (899–902) Wessex
- Leonor Urraca de Castela (1416–1435) Aragão
- Leonor da Aquitânia (1189–1204) Inglaterra
- Leonor de Aragão (1438–1445) Portugal
- Leonor da Inglaterra (1214) Castela
- Isabel da Polônia (1342–1380) Hungria
- Leonor da Provença (1272–1291) Inglaterra
- Leonor Madalena de Neuburgo (1705–1720) Hungria e Boêmia
- Helena de Montenegro (1946) Itália
- Elfrida (978–1000) Inglaterra
- Isabel da Baviera (1934–1951) Bélgica
- isabel Farnésio (1759–1766) Espanha
- Isabel Cristina de Brunswick-Wolfenbüttel (1745–1750) Hungria e Boêmia
- Isabel da Áustria (1492–1505) Polônia
- Isabel da Bósnia (1382–1387) Hungria e Croácia
- Isabel Bowes-Lyon (1952–2002) Reino Unido: a viúva do rei Jorge VI e mãe da rainha Isabel II. Em alguns meios de comunicação britânicos, a rainha Isabel, a rainha-mãe, era frequentemente chamada de rainha-mãe, e o termo "rainha-mãe" permaneceu associado a ela após sua morte.
- Isabel da Cumânia (1272-1290) Hungria
- Isabel de Luxemburgo (1440–1442) Boêmia e Hungria
- Isabel de Aragão (1325–1336) Portugal
- Isabel Woodville (1483) Inglaterra
- Ema da Itália (986–987) Francia Ocidental
- Ema da Normandia (1035–1052) Dinamarca e Inglaterra
- Ema de Waldeck e Pyrmont (1890–1934) Holanda
- Ermengarde de Beaumont (1214–1233) Escócia
- Estrid dos Obotritas (1022–1035) Suécia
- Euphrosyne de Kiev (1162-1193) Hungria
- Frederica de Hanôver (1964–1973) Grécia
- Frederica Luísa de Hesse-Darmstadt (1797–1805) Prússia
- Gayatri Devi (1919–2009) Jaipur (Índia)
- Gayatri Rajapatni (1309–1350) Majapahit (Indonésia)
- Gerberga da Saxônia (954–984) Francia Ocidental
- Joana de Saboia (1943–1946) Bulgária
- Gunnhild, Mãe dos Reis (961–970) Noruega
- Hafessa Sultana (1520-1534) Império Otomano
- Hamida Banu Begum (1556–1604) Mughal Índia
- Handan Sultana (1574-1605) Império Otomano
- Halime Sultana (1617–1618; 1622–1623) Império Otomano
- Halaevalu Mataʻaho ʻAhomeʻe (2006–2017) Tonga
- Edviges Leonor de Holsácia-Gottorp (1660–1697) Suécia
- Edviges de Holsácia (1290–1318) Suécia
- Helena da Grécia e Dinamarca (1940–1948) Romênia
- Helena da Sérvia (1141-1146) Hungria
- Henriqueta Maria da França (1649-1669) Inglaterra e Escócia
- Hortênsia de Beauharnais (1810) Holanda
- Huzaima bint Nasser (1933–1935) Iraque
- Ingeborg da Dinamarca (1280-1287) Noruega
- Ingrid da Suécia (1972–2000) Dinamarca
- Isabel da Baviera (1422–1435) França
- Isabel da Espanha (1874–1885) Espanha
- Isabel de Angolema (1216–1246) Inglaterra
- Isabel da França (1327–1358) Inglaterra
- Isabel de Portugal (1474-1496) Castela
- Edviges de Kalisz (1333–1339) Polônia
- Joana Beaufort (1437–1445) Escócia
- Jezabel (c.852–842 aC) Israel
- Josefina de Leuchtenberg (1859–1876) Suécia e Noruega
- Jijabai (1598–1674) Império Maratha (Índia)
- Joana Manuel de Castela (1379–1381) Castela e Leão
- Keōpūolani (1778–1823) Havaí (Estados Unidos)
- Kesang Choden (1972–2006) Butão
- Cosem Sultana (1623-1648) Império Otomano
- Cunegundes da Eslavônia (1278–1285) Boêmia
- Luísa Ulrica da Prússia (1771–1782) Suécia
- Luísa da Suécia (1912–1926) Dinamarca
- Luísa de Gusmão (1656–1666) Portugal
- Margarida da Dinamarca (1380–1387) Noruega
- Margarida de Durazzo (1386–1412) Nápoles
- Margarida Sambiria (1259–1282) Dinamarca
- Margarida Tudor (1513–1541) Escócia
- Margarida da Provença (1270–1285) França
- Margarida Skulesdatter (1263–1270) Noruega
- Margarida de Saboia (1900-1926) Itália
- Maria da Áustria (1576–1603) Hungria e Boêmia
- Maria de Molina (1295–1312) Castela e Leão
- Maria de Portugal (1350–1357) Castela e Leão
- Maria da Romênia (1934–1961) Iugoslávia
- Maria Amália da Saxônia (1759-1760) Nápoles e Sicília
- Maria Ana da Áustria (1750–1754) Portugal
- Maria Cristina da Áustria (1906–1929) Espanha
- Maria Cristina das Duas Sicílias (1833–1868) Espanha
- Maria Leonor de Brandemburgo (1632–1654) Suécia
- Maria Isabel de Bourbon (1830–1848) Duas Sicílias
- Maria Lascarina (1270) Hungria
- Maria Leopoldina da Áustria (1826) Portugal
- Maria Luísa de Parma (1808–1819) Espanha
- Maria Luísa da Espanha (1792) Hungria e Boêmia
- Maria Pia de Saboia (1889–1908)
- Maria Teresa da Áustria (1765–1780) Alemanha
- Mariam-uz-Zamani (1605-1623) Mughal Índia
- Maria Ana da Áustria (1665–1696) Espanha
- Mariana Vitória de Bourbon (1777–1781) Portugal
- Maria de Coucy (1249–1285) Escócia
- Maria de Médici (1610-1642) França
- Maria de Anjou (1461–1463) França
- Maria da Prússia (1864-1889) Baviera
- Maria de Saxe-Coburgo-Gota (1930–1938) Romênia
- Maria de Gueldres (1460–1463) Escócia
- Maria de Guise (1542–1560) Escócia
- Maria de Teck (1936–1952) Reino Unido: viúva do rei Jorge V e mãe dos reis Eduardo VIII e Jorge VI. Nunca usou o título de rainha-mãe, porque ela pensou que isso implicava anos avançados, preferindo ser conhecida como "Rainha Maria" e esse estilo foi usado para descrevê-la na Court Circular. Mas ela era uma rainha-mãe do mesmo jeito.
- Maria da Escócia (1567–1587) França
- Nana Afia Kobi Serwaa Ampem II (1999–2016) povo Ashanti (Gana)
- Musbah bint Nasser (1951–1952) Jordânia
- Narriman Sadek (1952–1953) Egito
- Nazli Sabri (1936–1950) Egito
- Norodom Monineath (de 2004) Camboja
- Nurbanu Sultana (1574-1583) Império Otomano
- Olga Constantinovna da Rússia (1913–1922) Grécia
- Paulina Teresa de Württemberg (1864–1873) Württemberg
- Phuntsho Choden (1952–1972) Butão
- Perestu Kadin (1876-1904) Império Otomano
- Ratna Rajya Lakshmi Devi Shah (1972–2008) Nepal
- Riquilda de Dinamarca (1216–1220) Suécia
- Riquilda da Polônia (1074–1077) Hungria
- Safiye Sultana (1595-1603) Império Otomano
- Sancha de Castela (1196-1208) Aragão
- Sancha de Leão (1065–1067) Leão
- Saovabha Phongsri (1910–1919) Tailândia
- Sirikit (de 2016) Tailândia
- Sofia da Grécia (desde 2014) Espanha
- Sofia de Halshany (1434–1461) Polônia
- Sofia de Minsk (1182–1198) Dinamarca
- Sofia de Nassau (1907–1913) Suécia
- Sofia da Prússia (1917–1920, 1922–1936) Grécia
- Sofia de Meclemburgo-Güstrow (1588–1631) Dinamarca e Noruega
- Sofia Amália de Brunsvique-Luneburgo (1670–1685) Dinamarca e Noruega
- Sofia Doroteia de Hanôver (1740-1757) Prússia
- Sofia Madalena da Dinamarca (1792–1809) Suécia
- Sofia Madalena de Brandemburgo-Kulmbach (1746–1766) Dinamarca e Noruega
- Tadj ol-Molouk (1941–1979) Pérsia (Irã)
- Teresa de Saxe-Hildburghausen (1848–1854) Baviera
- Tí (século XIV aC) Egito
- Tshering Yangdon (desde 2006) Butão
- Turhan Sultana (1651-1681) Império Otomano
- Violante de Aragão (1284–1295) Castela e Leão
- Vitória, Princesa Real (1888–1901) Prússia
- Zein al-Sharaf Talal (1952–1994) Jordânia

## Casos excepcionais
- Ingeborg da Noruega (1301–1361), duquesa de Sudermânia, atuou e classificou como se fosse uma rainha reinante por um ano antes do reinado sueco de seu filho, o rei Magnus IV, e posteriormente como se ela fosse sua rainha-mãe, servindo intermitentemente em seu conselho de regentes. No entanto, embora ela tenha sido chamada de rainha-mãe na literatura biográfica, ela nunca foi oficialmente reconhecida como rainha ou rainha-mãe.
- Margarida I da Dinamarca (1353–1412), que governou toda a Escandinávia como mãe de um rei e mãe adotiva de outro, ocupou uma posição não oficial igualmente complicada, mas por muito mais tempo, e na história tradicional é dado o título de Rainha. No início de sua carreira, ela foi rainha consorte da Noruega por dezessete anos e da Suécia por um ano.
- Jijabai (1598–1674) não era consorte de um rei governante nem uma rainha governante ou regente. Em termos práticos, seu marido Shahaji era um nobre sob outros governantes, mas seu filho fundou um império independente e tornou-se seu soberano. Por isso, ela recebe o título de rainha-mãe - Rajmata em hindi.
- Sadijé Toptani (1876–1934), mãe do rei Zog I da Albânia. Depois que seu filho se tornou rei em 1928, ela foi elevada ao título de rianha-mãe dos Albaneses (Nëna Mbretëreshë e Shqiptarëve) com o estilo de Sua Majestade, uma posição que ela realizada de 1º de setembro de 1928 até sua morte.
- Helena da Grécia e Dinamarca foi esposa do futuro Carlos II da Romênia de 1921 a 1928, e mãe do rei Miguel I da Romênia. Miguel governou pela primeira vez em 1927–30, antes de seu pai ser rei, e novamente depois que seu pai abdicou. Quando, em 1930, Carol voltou para a Romênia e assumiu o trono, ele retrodatou seu reinado para 1927, ano em que seu pai (o rei Ferdinand ) morreu. Como Helen ainda não havia se divorciado de seu marido playboy na época (isso aconteceria no ano seguinte), ele involuntariamente concedeu a ela o título retroativo de rainha. Assim, em 1940, após sua abdicação e a segunda ascensão de seu filho, ela se tornou por direito a rainha-mãe da Romênia.
- Da mesma forma, Gayatri Devi, Maharani de Jaipur (1919–2009) foi a terceira esposa de seu marido, o monarca, mas não a mãe de seu sucessor, um filho da primeira esposa do rei. No entanto, ela recebeu o título de rainha-mãe (Rajmata) de qualquer maneira.
- A Valide Sultana ou mãe Sultana era um título geralmente detido pela mãe do sultão otomano reinante, embora ela nunca tenha sido consorte-chefe (haseki sultan).
- Shubhadrangi era mãe do futuro imperador Açoca, mas foi assassinada por Susima para salvar sua nora. Ela não foi capaz de ser a imperatriz-mãe (rajmata).
- Helena Máuria, a segunda esposa de Chandragupta Máuria, foi madrasta de Bindusara, e manteve o título de Rajmata até sua morte.

## Rei-pai
O equivalente masculino de uma rainha-mãe, sendo um ex-monarca ou consorte masculino que é o pai do monarca reinante, às vezes é conhecido como "rei-pai" ou outra variação baseada no título do monarca ou consorte. Se um rei abdica e passa o trono para seu filho, ou se uma rainha reinante abdica ou morre e deixa seu marido, ele pode adquirir um título substantivo.

### Exemplos
- O rei Norodom Sihanouk do Camboja foi denominado como Sua Majestade o Rei-pai Norodom Sihanouk quando abdicou do trono em favor de seu filho, Norodom Sihamoni.
- Jigme Singye Wangchuck tornou-se o rei-pai do Butão após sua abdicação em favor de seu filho, Jigme Khesar Namgyel Wangchuck.
- Hamad bin Khalifa al-Thani tornou-se o "Pai-emir" do Catar após sua abdicação como emir em favor de seu filho, Tamim bin Hamad al-Thani.
- Depois que o rei Alberto II dos Belgas abdicou em 2013 , seu estilo foi encurtado para Sua Majestade o Rei Alberto (assim como o rei Leopoldo III); "rei-pai" é o nome de seu papel, em vez de um estilo ou título.
- Depois que o sultão Omar Ali Saifuddien III de Brunei abdicou, ele se tornou o Begawan Sultão ou o pai do sultão. Ele recebeu o título de Sua Majestade o Sultão-Pai, ou em malaio, Duli Yang Teramat Mulia Paduka Seri Begawan Sultan, e este cargo ficou vago quando ele morreu.
- Francisco, duque de Cádis, rei consorte de Isabel II de Espanha, foi rei-pai de Afonso XII de Espanha.
- Fernando II de Portugal , rei jure uxoris de Maria II de Portugal, foi rei-pai de Pedro V de Portugal e Luís I de Portugal.
- Após sua abdicação, Luís I da Baviera foi o rei-pai de Maximiliano II da Baviera.
- No antigo Império Chinês, um monarca vivo que passou o trono para seu filho chamava-se Taishang Huang. Este título foi concedido pela última vez ao Imperador Qianlong.

## Comparações atuais
Os seguintes indivíduos desempenham um papel semelhante como mães ou pais dos monarcas reinantes de seu país:
- Ndlovukati Ntfombi de Essuatíni (de 1986)
- Princesa Beatriz dos Países Baixos (de 2013)
- Rei Alberto II da Bélgica (a partir de 2013)
- Rainha Paula da Bélgica (desde 2013)
- Pai-emir do Qatar Sheikh Hamad bin Khalifa al-Thani (desde 2013)
- Rei Juan Carlos I da Espanha (a partir de 2014)
- Rainha Sofia de Espanha (a partir de 2014)
- Rainha Sirikit da Tailândia (a partir de 2019)
- Rainha-mãe Norodom Monineath do Camboja (de 2004)
- Imperador Emérito Akihito do Japão (a partir de 2019)
- Imperatriz Emérita Michiko do Japão (a partir de 2019)